# Charles Yorke
Charles Yorke (30 décembre 1722 - 20 janvier 1770) est un homme politique anglais qui a occupé le poste de Lord Chancelier de Grande-Bretagne.

## Biographie
Deuxième fils de Philip Yorke (1er comte de Hardwicke), il est né à Londres et fait ses études au Corpus Christi College, à Cambridge . Ses capacités littéraires ont été démontrées très tôt par sa collaboration avec son frère Philip dans les lettres athéniennes. En 1745, il publie un traité sur la loi de confiscation pour haute trahison, défendant les peines sévères infligées par son père aux pairs jacobites écossais à la suite de la bataille de Culloden. L'année suivante, il est appelé au barreau .
Son père étant alors lord chancelier, Yorke obtient une nomination de membre à la Cour de chancellerie en 1747 et entre au Parlement comme député de Reigate, siège qu'il échange ensuite pour celui de l'Université de Cambridge. Il fait rapidement sa marque à la Chambre des communes, l'un de ses premiers discours étant en faveur de la réforme de la loi sur le mariage de son père.
En 1751, il devient avocat de la Compagnie des Indes orientales et en 1756, il est nommé solliciteur général, poste qu'il conserve dans l'administration de William Pitt l'Ancien, dont il est un puissant opposant à sa politique étrangère.
Il démissionne avec Pitt en 1761, mais en 1762, il devient procureur général sous Lord Bute. Il a continué à occuper ce poste lorsque George Grenville est devenu Premier ministre (avril 1763) et a conseillé le gouvernement sur la question soulevée par The North Briton de John Wilkes. Il a refusé de décrire la diffamation comme une trahison, tout en la qualifiant de grand délit. En novembre suivant, il démissionne de ses fonctions. Résistant à la tentative de Pitt de le convaincre de faire alliance avec le ministère qu'il avait quitté, Yorke soutient, dans un discours, que le privilège parlementaire ne s'applique pas aux affaires de diffamation; bien qu'il soit d'accord avec Pitt pour condamner le principe des mandats généraux. Yorke, désormais membre du parti de Rockingham, est élu enregistreur de Douvres en 1764 et, en 1765, il est redevenu procureur général de l'administration de Rockingham, dont il a beaucoup contribué à façonner la politique. Il appuie l'abrogation de la loi sur le timbre, tout en demandant l'adoption simultanée de la loi déclaratoire. Sa mesure la plus importante est la constitution qu'il a rédigée pour la province de Québec et qui, après sa démission de ses fonctions, est devenue l'Acte de Québec de 1774.
Lors de l'accession au pouvoir de William Pitt l'Ancien et de Grafton en 1766, Yorke démissionne de son poste et ne participe que très peu aux débats du parlement au cours des quatre années suivantes. En 1770, il est invité par le duc de Grafton, lorsque Camden est limogé de la chancellerie, à prendre la place. Cependant, il s'est explicitement engagé auprès de Rockingham et de son parti à ne pas prendre de fonctions dans le gouvernement de Grafton. Le roi exerce toute son influence personnelle pour vaincre les scrupules de Yorke, l'avertissant enfin que le Grand Sceau, s'il le refusait maintenant, ne serait plus jamais à sa portée. Yorke cède à la demande du roi. Il est nommé Lord Chancelier et admis au Conseil privé le 17 janvier 1770 . Il se rend chez son frère, où il rencontra les chefs de l'opposition et, se sentant aussitôt submergé par la honte, se réfugie chez lui où il se suicide trois jours plus tard (20 janvier 1770). Le brevet l'élevant à la pairie, comme baron Morden avait été établi, mais son dernier acte fut de refuser sa sanction au scellement du document.

## Famille

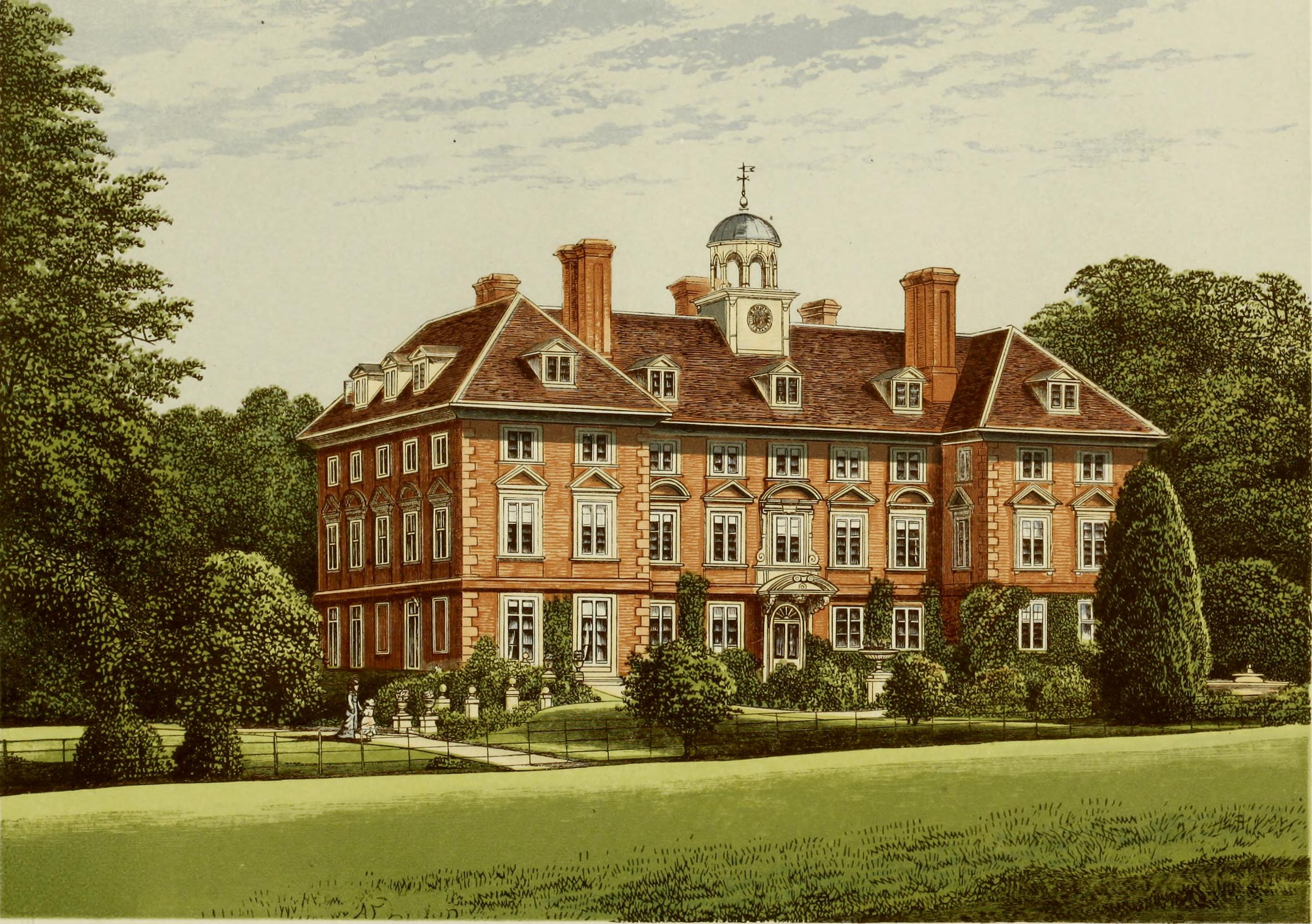
Tyttenhanger House en 1840

Charles Yorke est marié deux fois : D'abord, le 19 mai 1755, avec Katherine Blount Freeman, qui avait un fils:
- Philip Yorke (3e comte de Hardwicke), (31 mai 1757 - 18 novembre 1834) devient le 3e comte de Hardwicke;

Le 30 décembre 1762 à Agneta Johnson, avec des enfants :
- Charles Philip Yorke (12 mars 1764 - 13 mars 1834) devait plus tard occuper une place importante au sein du gouvernement.
- Caroline Yorke (29 août 1765 - 26 juillet 1818), qui a épousé John Eliot (1er comte de St Germans) .
- Joseph Sydney Yorke (6 juin 1768 - 5 mai 1831), qui devient un amiral de la Royal Navy .

Son épouse était l'héritière de Tyttenhanger House, près de St Albans, dans le Hertfordshire.